# Wanderer W 24

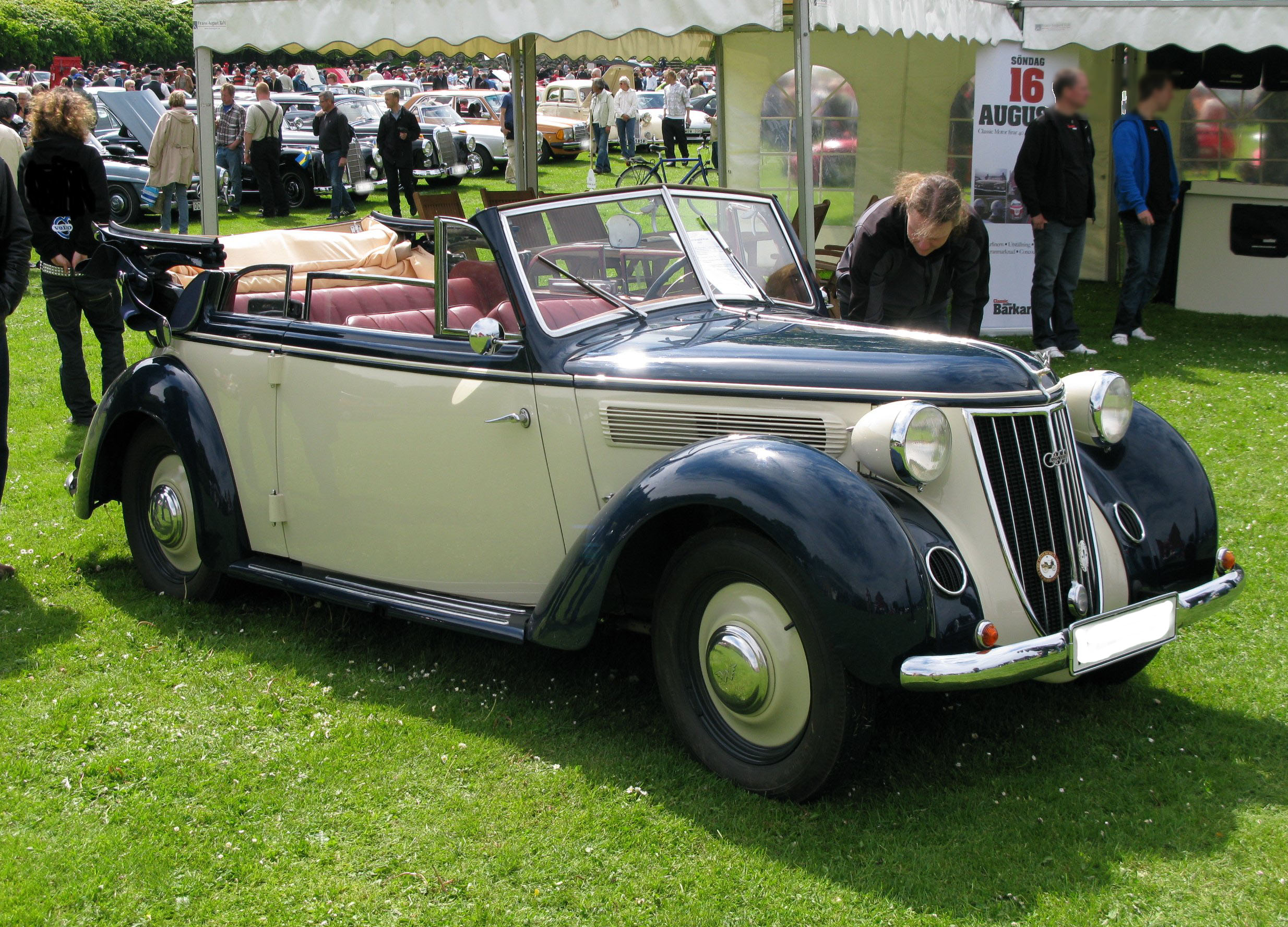
Wanderer W 24 Cabriolet (1937)

Der Wanderer W 24 ist ein Mittelklasse-Pkw der Marke Wanderer mit 1,8-Liter-Vierzylinder-Reihenmotor und Hinterradantrieb. Die Auto Union AG stellte ihn 1937 als Nachfolger des Modells W 35 vor. Bis 1940 wurden im Auto-Union-Werk Siegmar bei Chemnitz 22.488 Wanderer W 24 gebaut, davon 3571 viertürige Cabriolimousinen. Das Modell ist damit der meist gebaute Wanderer-Pkw.

## Modellgeschichte und Technik
Der seitengesteuerte Motor leistet 42 PS bei 3500/min und ist die um zwei Zylinder verkürzte Ausführung des W-23-Sechszylinders. Über ein Vierganggetriebe mit Mittelschalthebel werden die Hinterräder angetrieben. Fahrgestell und Karosserie des W 24 hatte auch die DKW-„Sonderklasse“ mit Vierzylinder-Zweitakt-V-Motor. Die Vorderräder waren an Doppel-Querlenkern aufgehängt, hinten war es die von den DKW-Modellen stammende „Schwebeachse“ (Starrachse mit hochgelegter Querblattfeder). Der Radstand betrug 2,6 Meter.
Der W 24 wurde als Limousine und Cabrio-Limousine mit 2 oder 4 Türen, als 4-sitziger Tourenwagen oder als 2-türiges Cabriolet (4 Fenster) angeboten. Stückzahl des W 24 Cabriolet: 1064
Kriegsbedingt wurde 1941 die Produktion von Personenwagen der Marke Wanderer eingestellt und nach dem Zweiten Weltkrieg nicht wieder aufgenommen.

## Technische Daten
| Wanderer W 24         | Wanderer W 24                         |
| --------------------- | ------------------------------------- |
| Bauzeitraum           | 1937–1940                             |
| Aufbauten             | T4, L2, L4, Cb2                       |
| Motor                 | 4-Zylinder-Viertaktmotor in Reihe     |
| Ventilsteuerung       | SV-Ventilsteuerung (stehende Ventile) |
| Bohrung × Hub         | 75 mm × 100 mm                        |
| Hubraum               | 1767 cm³                              |
| Nennleistung          | 42 PS (30,9 kW) bei 3500/min          |
| Verbrauch             | 11 l/100 km                           |
| Höchstgeschwindigkeit | 105 km/h                              |
| Leergewicht           | 1140–1210 kg                          |
| zul. Gesamtgewicht    | 1480–1520 kg                          |
| Elektrik              | 6 Volt                                |
| Länge                 | 4300 mm                               |
| Breite                | 1615 mm                               |
| Höhe                  | 1650 mm                               |
| Radstand              | 2600 mm                               |
| Spur vorn/hinten      | 1300 mm/1330 mm                       |
| Wendekreis            | 11,5 m                                |

- T4 = 4-sitziger Tourenwagen
- L2 = 2-türige Limousine
- L4 = 4-türige Limousine
- Cb2 = 2-türiges Cabriolet